# Eugène Deully

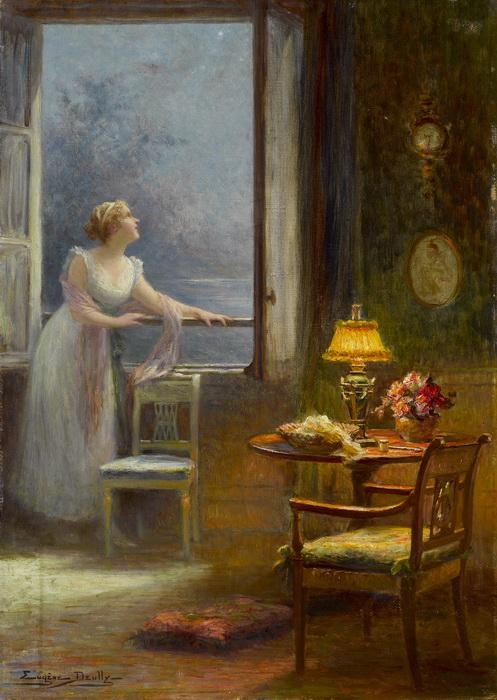
Sternenträume

Eugène Auguste François Deully (* 16. November 1860 in Lille; † 6. Dezember 1933 in Paris) war ein französischer Genre- und Aktmaler. 
Eugène Deully wurde von seinem Vater in Lille ausgebildet und studierte ab 1881 an der 
École des Beaux-Arts in Paris im Atelier des Malers Jean-Léon Gérôme. Er setzte sein Studium bei Auguste-Barthélemy Glaize fort, dann bei seinem Sohn Pierre-Paul-Léon Glaize. 
Er stellte im Salon de Paris aus und erhielt 1888 eine lobende Erwähnung, 1889 eine Medaille der dritten Klasse und 1892 eine Medaille der ersten Klasse. 1892 erhielt er ein Reisestipendium. Er nahm an der Weltausstellung Paris 1900 teil, wo er eine Bronzemedaille erhielt.
1897 wurde er zum Generalkurator der Museen von Lille ernannt und bekleidete den Posten bis 1912. Er war auch Professor für den Kurs für künstlerische Anatomiezeichnung und Malerei an der École nationale des arts industriels in Roubaix.
Deully wurde zum Ritter der Ehrenlegion ernannt und mit dem belgischen Leopoldsorden ausgezeichnet.